# Pete Koch
Peter Alan Koch (New Hyde Park, 23 gennaio 1962) è un ex giocatore di football americano e attore statunitense che ha militato nel ruolo di defensive lineman nella National Football League (NFL).

## Carriera
Al college Koch giocò a football a Maryland. Fu scelto come sedicesimo assoluto nel Draft NFL 1984 dai Cincinnati Bengals. Nel giro successivo la squadra selezionò il suo compagno a Maryland Boomer Esiason. Koch rimase solo una stagione ai Bengals, dopo di che passò ai Kansas City Chiefs con cui nel 1986 ebbe un primato in carriera di 5,5 sack, disputando tutte le 16 partite come titolare. Chiuse la carriera disputando quattro partite con i Los Angeles Raiders nel 1989.